# 알베르토 소르디
알베르토 소르디(Alberto Sordi, 1920년 6월 15일 ~ 2003년 2월 24일)는 이탈리아의 배우이다.

## 출연 작품
- 마퀴즈 오브 그릴로 (1981)
- 나약한 복수 (1977)
- 인 프리즌 어웨이팅 트라이얼 (1971)
- 호주 소녀 (1971)
- 레츠 해브 어 라이어트 (1970)
- 비 식... 이츠 프리 (1968)
- 다섯 마녀 이야기 (1967)
- 스모크 오버 런던 (1966)
- 더 퀸스 (1966)
- 컴플렉시스 (1965)
- 럭키 레이디 (1965)
- 더 붐(영어판) (1963)
- 디아볼로(영어판) (1963)
- 디피컬트 라이프 (1961)
- 최고의 적수 (1961)
- 에브리바디 고 홈 (1960)
- 더 트래픽 폴리스맨 (1960)
- 더 위도워 (1959)
- 더 그레이트 워 (1959)
- 러브 온 더 리비에라 (1958)
- 라드로 루이, 라드라 레이 (1958)
- 무기여 잘 있거라 (1957)
- 어 히어로 오브 아워 타임즈 (1955)
- 아트 오브 게팅 어롱 (1954)
- 클레오파트라와 이틀밤 (1953)
- 비텔로니 (1953)
- 백인 추장 (1952)
- 일 페로체 사라디노 (1937)